# Lijst van rijksmonumenten in Terwolde
Het Gelderse dorp Terwolde telt 31 inschrijvingen in het rijksmonumentenregister. Hieronder een overzicht.
| Object                                                     | Oorspronkelijke functie?  | Bouwjaar                                      | Architect | Locatie            | Coördinaten?                 | Nr.?   | Afbeelding                       |
| ---------------------------------------------------------- | ------------------------- | --------------------------------------------- | --------- | ------------------ | ---------------------------- | ------ | -------------------------------- |
| Klein Mooiegoed                                            | Boerderij                 | waarschijnlijk 18e eeuw                       |           | Wellinkhofweg 10A  | 52° 15' 44" NB, 6° 5' 47" OL | 38061  | Klein Mooiegoed                  |
| Het Grote Blokhuis                                         | Boerderij                 | 19e eeuw                                      |           | Bandijk 31         | 52° 16' 34" NB, 6° 6' 36" OL | 38063  | Het Grote Blokhuis               |
| Kolkestein                                                 | Boerderij                 | 18e eeuw (bouw) eerste helft 19e eeuw (verb.) |           | Bandijk 35         | 52° 16' 52" NB, 6° 6' 15" OL | 38064  | Meer afbeeldingen                |
| Luchtenmakershofstede/ Doeventil                           | Boerderij                 | begin 19e eeuw                                |           | Dorpsstraat 5      | 52° 16' 45" NB, 6° 6' 10" OL | 38066  | Meer afbeeldingen                |
| Herenhuis van begane-grond met omlopend schilddak          | Woonhuis                  | ca. 1860                                      |           | Dorpsstraat 79     | 52° 16' 59" NB, 6° 5' 57" OL | 38067  | Meer afbeeldingen                |
| De Grote Beurse                                            | Boerderij                 | 18e eeuw                                      |           | Heegsestraat 14    | 52° 18' 4" NB, 6° 4' 38" OL  | 38068  | De Grote Beurse                  |
| De Kleine Luttekevisch                                     | Boerderij                 | 17e eeuw (oorsprong) 1819 (jaartalanker)      |           | Kadijk 1           | 52° 16' 4" NB, 6° 5' 33" OL  | 38069  | De Kleine Luttekevisch           |
|                                                            | Gebouw                    |                                               |           |                    |                              |        | Upload foto                      |
| De Middenhof                                               | Boerderij                 | 1868                                          |           | Molenweg 31        | 52° 17' 36" NB, 6° 5' 34" OL | 38071  | De Middenhof                     |
| Kerk van Terwolde                                          | Kerk en kerkonderdeel     | 14e eeuw                                      |           | Molenweg 2         | 52° 17' 1" NB, 6° 5' 57" OL  | 38072  | Meer afbeeldingen                |
| Kerktoren van Terwolde                                     | Kerk en kerkonderdeel     | 14e eeuw                                      |           | Molenweg bij 2     | 52° 17' 1" NB, 6° 5' 57" OL  | 38073  | Meer afbeeldingen                |
| Het Hof ter Waarde                                         | Boerderij                 | 1853                                          |           | Molenweg 56        | 52° 17' 29" NB, 6° 5' 53" OL | 38074  | Het Hof ter Waarde               |
| H.L. op het Hof den Tuil                                   | Boerderij                 | 1760                                          |           | Twelloseweg 5      | 52° 15' 36" NB, 6° 6' 29" OL | 38075  | Meer afbeeldingen                |
| De Kappe                                                   | Boerderij                 | 1865                                          |           | Twelloseweg 116    | 52° 16' 42" NB, 6° 6' 14" OL | 38077  | Meer afbeeldingen                |
| Maatakker                                                  | Boerderij                 | 1746                                          |           | Vaassenseweg 12    | 52° 17' 3" NB, 6° 5' 21" OL  | 38078  | Meer afbeeldingen                |
| Voetshofstede                                              | Boerderij                 | ca. 1800                                      |           | Wellinkhofweg 8    | 52° 15' 43" NB, 6° 6' 14" OL | 38079  | Meer afbeeldingen                |
| Mooiegoed                                                  | Boerderij                 | 1850                                          |           | Wellinkhofweg 12   | 52° 15' 38" NB, 6° 5' 43" OL | 38080  | Meer afbeeldingen                |
| Donkersgoed                                                | Boerderij                 | 1812 (jaartalankers)                          |           | Wellinkhofweg 14   | 52° 15' 39" NB, 6° 5' 38" OL | 38081  | Meer afbeeldingen                |
| Poortgebouw van de begraafplaats                           | Begraafplaats en -onderdl | midden 19e eeuw                               |           | Twelloseweg 2      | 52° 15' 31" NB, 6° 6' 35" OL | 38088  | Poortgebouw van de begraafplaats |
| Het Hoendernest, traditionele Veluwse boerderij            | Boerderij                 | 1734/1878                                     |           | Hazeltweg 4        | 52° 15' 32" NB, 6° 6' 39" OL | 38089  | Meer afbeeldingen                |
| De Matanze: landhuis                                       | Kasteel, buitenplaats     | 1855                                          |           | Deventerweg 10     | 52° 16' 44" NB, 6° 6' 21" OL | 511825 | Meer afbeeldingen                |
| De Matanze: historische tuin- en parkaanleg                | Tuin, park en plantsoen   | 1630-1700                                     |           | Deventerweg bij 10 | 52° 16' 42" NB, 6° 6' 22" OL | 511827 | Upload foto                      |
| De Matanze: koetshuis met dienstwoning                     | Bijgebouwen kastelen enz. | 1750-1800                                     |           | Deventerweg 12     | 52° 16' 45" NB, 6° 6' 19" OL | 511828 | Upload foto                      |
| De Matanze: prieeltje                                      | Tuin, park en plantsoen   | 1880                                          |           | Deventerweg bij 10 | 52° 16' 44" NB, 6° 6' 19" OL | 511829 | Upload foto                      |
| De Matanze: jachtopzienerswoning                           | Bijgebouwen kastelen enz. |                                               |           | Deventerweg 8      | 52° 16' 39" NB, 6° 6' 22" OL | 511830 | Meer afbeeldingen                |
| De Matanze: boerderij                                      | Gebouw                    | 1860 (steentje)                               |           | Deventerweg 2      | 52° 16' 36" NB, 6° 6' 33" OL | 511831 | Upload foto                      |
| De Matanze: moestuinmuur, twee kassen en twee koude bakken | Tuin, park en plantsoen   | 1930                                          |           | Deventerweg bij 10 | 52° 16' 39" NB, 6° 6' 29" OL | 511832 | Upload foto                      |
| Hof te Riese: T-boerderij                                  | Boerderij                 | 1901                                          |           | Heegsestraat 3     | 52° 17' 39" NB, 6° 5' 25" OL | 523326 | Hof te Riese: T-boerderij        |
| Hof te Riese: hooiberg                                     | Boerderij                 | 1901                                          |           | Heegsestraat 3     | 52° 17' 39" NB, 6° 5' 25" OL | 523327 | Hof te Riese: hooiberg           |
| 'Swarte Peert'                                             | Boerderij                 | 1642                                          |           | Bandijk 17         | 52° 16' 18" NB, 6° 6' 51" OL | 523344 | Meer afbeeldingen                |
| 'De Klok'                                                  | Boerderij                 | In 1910 verbouwd tot café                     |           | Dorpsstraat 71     | 52° 16' 57" NB, 6° 5' 58" OL | 523345 | 'De Klok'                        |